# Balfourodendron
Balfourodendron är ett släkte av vinruteväxter. Balfourodendron ingår i familjen vinruteväxter.
Kladogram enligt Catalogue of Life:
| Balfourodendron | \| \| Balfourodendron molle \| \| \| \| \| \| Balfourodendron riedelianum \| \| \| \| |
|                 | \| \| Balfourodendron molle \| \| \| \| \| \| Balfourodendron riedelianum \| \| \| \| |
|                 | Balfourodendron molle                                                                 |
|                 |                                                                                       |
|                 | Balfourodendron riedelianum                                                           |
|                 |                                                                                       |